# Damageplan
Damageplan fue una banda de groove metal fundada en 2003 en Dallas, Texas, y disuelta desde 2004 tras el asesinato de Dimebag Darrell. La banda, estaba influenciada, en gran medida, por el thrash, el nü metal y las partes más melódicas del post-grunge, sumándole a esto el estilo de otra banda, Pantera, debido a que, dos de sus exintegrantes, fueron los que formaron Damageplan al lado del cantante Patrick Lachman y el bajista Bob Zilla. Los hermanos Abbott (Vinnie Paul y Darrell Lance), comenzaron este proyecto en 2004, tras la ruptura de Pantera, debido a que Phil Anselmo se dedicó a sus proyectos paralelos Superjoint Ritual y Down (este último al lado de su excompañero en Pantera Rex Brown).
Damageplan se da a conocer con su álbum debut New Found Power (2004), el cual contiene calidad en cuanto a las letras y un estilo metalero muy particular, desde los riffs de Dimebag Darrell pasando por el imponente sonido del bajo de Bob Zilla y el imponente sonido demoledor con doble bombo ya característico de la batería de Vinnie Paul, sin dejar a un lado la voz de Lachman, que si bien, no ofrece un estilo tan underground (comparada con la de Phil Anselmo), da a cambio un sonido más melódico y un tono brusco y agresivo cuando se requiere. Todo lo anterior se puede escuchar en temas como: "Pride", "Save me" (primer sencillo), "Reborn" y "Breathing new life"; que hacen de este disco un material original, con un sonido potente y agresivo; retomando el estilo que los hermanos Abbott habían mantenido anteriormente.
Cabe mencionar que la banda comenzaba a tomar una importante popularidad, (aunque muchos aún cargaban con la sombra de Pantera), esto se demostró durante las presentaciones que realizaron para la promoción de su disco. Todo parecía ir bien para esta prometedora banda, hasta que llegó el 8 de diciembre de 2004, fecha en que se conmemoraba el aniversario número 24 del asesinato de John Lennon. Damageplan se presentaba en el club nocturno "Alrosa Villa" de Columbus, en el estado de Ohio, pero nadie sabía que aquella noche el Rock sería golpeado nuevamente por otra tragedia igual a la del Ex-Beatle en 1980. El concierto no llevaba ni medio minuto de haber comenzado, y fue entonces cuando el marino Nathan Gale se coló al establecimiento donde se llevaba a cabo el evento, escalando una malla metálica de 3 metros. Aun siendo sorprendido y posteriormente perseguido por la seguridad del lugar, el hombre armado con una pistola Beretta 9mm logró ingresar por el lado izquierdo del escenario, y acto seguido, vació cinco balas sobre la humanidad de Dimebag Darrell matándolo al instante, mientras le gritaba (según testigos) varias maldiciones culpándolo por la separación de Pantera, y también a su hermano Vinnie, a quien Gale también tenía planeado asesinar aquella noche, pero afortunadamente no pudo, gracias a la rápida reacción del personal de seguridad y demás colaboradores de Damageplan. En ese mismo instante, el homicida también había matado a otras tres personas e hirió a otras dos, y finalmente, tomó como rehén a John Brooks (técnico de batería de Damageplan), quien intentó derribar a Gale sin éxito cuando este estaba cambiando el proveedor del arma. Los servicios de emergencia ya habían sido avisados, el oficial James D. Niggemeyer fue el primero en llegar al lugar de los hechos, y entró preparado apuntando su escopeta calibre 12 hasta encontrarse con la horrorosa escena. Al ver que el asesino no tenía la más mínima intención de rendirse, y que además estaba decidido a matar al próximo que lo intentara detener, el agente Niggemeyer no tuvo más opción que dispararle en la nuca, poniéndole fin a la brutal masacre. Esto hecho, sin duda, no sólo enlutó al Rock en general, sino que también levantó gran polémica respecto al descontrolado porte de armas que hay en los Estados Unidos, ya que en ese país, incluso las personas trastornadas como Gale pueden adquirir muy fácilmente una pistola, sin que la ley, ni su condición mental se los impida. 
Al funeral del guitarrista asistieron personalidades del mundo del Heavy Metal como: Tony Iommi (Black Sabbath); Gene Simmons y Paul Stanley (Kiss), Dave Mustaine (Megadeth), Eddie Van Halen (Van Halen), Zakk Wylde (Ozzy y Black Label Society), Rob Zombie (White Zombie), Ozzy Osbourne, John Dette (ex-Slayer), Rex Brown (Down y exbajista de Pantera) y, naturalmente, su hermano Vinnie, quien dio un emotivo discurso que culminó con la frase: "Rest in peace, brother Dime".
Dimebag Darrell, fue sepultado en Arlington (Texas) el 14 de diciembre del 2004, en un ataúd perteneciente al merchandising de Kiss, banda predilecta de Darrell y también su más grande influencia en la música durante su juventud, hasta el punto de llevar un tatuaje suyo en un hombro. El legendario Dimebag fue enterrado con una guitarra Charvel EVH perteneciente a Edward Van Halen (Van Halen), la cual fue utilizada en la grabación del disco Van Halen II de 1979.

## Discografía
- New Found Power (2004)

## Miembros
- Dimebag Darrell - Guitarra
- Vinnie Paul - Batería
- Patrick Lachman - voces
- Bob Zilla - Bajo